# Инкинен, Пиетари
Пиетари Инкинен (фин. Pietari Inkinen; род. в Коувола в 1980) — финский скрипач и дирижёр.
Окончил Академию музыки имени Сибелиуса по классам скрипки (2003) и дирижирования (2005), как скрипач совершенствовал своё мастерство в Кёльнской Высшей школе музыки у Захара Брона. В 2008-2015 годах возглавлял Новозеландский симфонический оркестр, одновременно с сентября 2009 г. главный приглашённый дирижёр Японского филармонического оркестра. Дирижировал также оперными спектаклями в Финской национальной опере и брюссельской Ла Монне. Записал альбомы сочинений Яна Сибелиуса и Эйноюхани Раутаваара с Новозеландским симфоническим, а также альбом арий и интерлюдий Рихарда Вагнера.
С 2017 года — главный дирижёр Филармонического оркестра немецкого радио Саарбрюккена и Кайзерслаутерна / Deutsche Radio Philharmonie Saarbrücken Kaiserslautern (DRP),  — контракт до 2021.